# Para-xocs
El para-xocs o paracolps és la peça d'un vehicle que es troba en la part posterior i davantera d'aquest amb l'objectiu d'esmorteir i protegir el vehicle després de topar, absorbint l'energia cinètica i empenyent-la en forma de rebot cap al centre del xoc, aconseguint així una reducció de danys, però no d'impacte.

## Història
el 1905 van aparèixer els primers para-xocs creats de cautxú, per a després, el 1985, ser millorats fent-los de plàstic, sent més lleugers i segurs. Avui en dia existeixen diversos materials per a fabricar-los, des d'acer o alumini, fins a cautxú i derivats del plàstic.
Ve inclòs en la compra de qualsevol automòbil.